# Jackson Withrow
Jackson Withrow (født 7. juni 1993 i Omaha, Nebraska, USA) er en professionel tennisspiller fra USA.